# Лох-Том
Лох-Том (англ. Loch Thom) — водохранилище озёрного типа в Шотландии в округе Инверклайд. Названо в честь инженера Роберта Тома, который в первой половине XIX века построил акведук, питающий водой водохранилища город Гринок.
Водохранилище лежит на высоте около 193 м над уровнем моря (632,4 фута). Его длина — 2,4 км (1,5 мили), ширина — 0,8 км (0,5 мили). Максимальная глубина в 12,8 метра (42 фута) достигается в северной части водохранилища, средняя глубина — около 5,9 метра (19,25 фута). Площадь поверхности — 1,34 км² (331 акр). Объём — 7,8 млн м³ (277 млн кубических футов). Площадь водосбора — 14,24 км² (5,5 кв. миль).
Первая система водоводов была построена на этом месте ещё по проекту Джеймса Уатта. Проект Тома был осуществлен с 1825 по 1827 годы, вода из водохранилища использовалась для работы мельниц и мануфактур в Гриноке. Расход воды на нужды города превысил возможности водохранилища уже в 1872 году, и оно было со временем дополнено другими водохранилищами.